# Anomalomma lycosinum
Anomalomma lycosinum là một loài nhện trong họ Lycosidae.
Loài này thuộc chi Anomalomma. Anomalomma lycosinum được Eugène Simon miêu tả năm 1890.